# Planet Earth (documentaire)
Planet Earth is een elfdelige serie natuurdocumentaires uit 2006, in meer dan vijf jaar gemaakt door de BBC, Discovery Channel en het Japanse NHK. Deze bestaat in totaal uit 13 uur aan beelden van wilde dieren, landschappen, onderwater- en luchtbeelden van over de gehele aarde. De documentaire wordt begeleid door een voice-over van David Attenborough (in de Amerikaanse versie die van Sigourney Weaver).
Planet Earth won een Emmy Award en werd verkocht aan 130 landen.
Van het materiaal van Planet Earth werd in 2007 een bioscoopfilm gemaakt, genaamd Earth.
In Vlaanderen werd de reeks uitgezonden in het voorjaar van 2009 door Canvas. In Nederland werd de serie in de zomer van 2009 uitgezonden door de EO.

## Afleveringen
1. From Pole to Pole
2. Mountains
3. Freshwater
4. Caves
5. Deserts
6. Ice Worlds
7. Great Plains
8. Jungles
9. Shallow Seas
10. Seasonal Forests
11. Ocean Deep
12. The Future (bijkomend deel)

### From Pole To Pole
De eerste episode illustreert een reis rond de wereld en onthult het effect van de klimaatsverandering. In de winter op Antarctica verdragen de pinguïns vier maanden van duisternis. Ondertussen arriveert de lente aan de Noordpool. In Canada begint de langste migratie van dieren over het land: de rendiertrek van 3 miljoen stuks over 3200 kilometer.

### Mountains
Het tweede deel gaat over de bergen. Alle grote ketens komen aan bod. In Ethiopië staat de langst actieve vulkaan op aarde. De toppen van de Alpen zijn eeuwig in sneeuw gehuld, behalve die van de Matterhorn, die te steil is. In de Himalaya leven de adelaars en de sneeuwluipaarden.

### Fresh Water
De derde episode beschrijft de rivieren. Slechts drie procent van het water op aarde is zoet en dat terwijl al het leven op land hiervan afhankelijk is. De grootste waterval ter wereld, de Ángelwaterval, wordt met helikopterbeelden tentoongesteld. Het water valt zo lang, (1000 meter) dat het al vernevelt voor het de grond raakt.

### Caves
De vierde aflevering bezoekt de grotten. Met een diepte 400 meter is de Mexicaanse Cave Of Swallows de diepste grot ter wereld. Het volume van deze grot is groot genoeg om het Empire State Building in te stoppen. Net zo indrukwekkend zijn de onderwatergrotten van het schiereiland Yucatán.

### Deserts
Een derde van het land op aarde bestaat uit woestijnen. Door de Siberische winden ontstaan in de Gobiwoestijn in Mongolië extreme temperatuurschommelingen: van -40°C tot +50°C.

### Ice Worlds
Deze aflevering bezoekt de ijskoude regionalen van de Noordpool en Antarctica.

### Great Plains
Savannes, steppes, toendra's en prairies. Graslanden bevatten de grootste concentraties grote wilde dieren van alle landschappen.

### Jungles
Jungles bedekken ongeveer 3% van de aarde, maar bevatten ongeveer 50% van alle soorten dieren en planten op de aarde. In het bos Ngogo verdedigt de grootste groep chimpansees zijn grond tegen naburige groepen. Andere junglespecialisten omvatten parasitaire schimmels die infiltreren in de kop van een insect en zich daar voeden, waarna ze uit de kop van het insect barsten.

### Shallow Seas
De ondiepe zeeën aan de randen van de continenten beslaan slecht 8% van het oceaanoppervlakte, maar bevatten meer dan de helft van de soorten zeedieren.

### Seasonal Forests
In deze aflevering komen coniferen en bladverliezende bomen aan bod. Deze bossen behoren tot de grootste bossen ter wereld en een derde van de bomen op aarde staat in de wereldwijde taiga.

### Ocean Deep
De laatste aflevering gaat over het minst ontdekte deel van de planeet, de diepzee.

## Beschikbaarheid
De documentaire werd oorspronkelijk door BBC1 en BBC2 (herhalingen) uitgezonden. De serie verscheen later in 2006 compleet op dvd in een vijfdelige boxset van BBC-DVD.